# Cosenza Calcio
El Cosenza Calcio es un club de fútbol italiano de la ciudad de Cosenza, en la región de Calabria. Fue refundado en 2007 y actualmente juega en la Serie C, la tercera división de fútbol en el país.

## Historia
En 1914 el club se fundó bajo el nombre de Società Sportiva Fortitudo. En 1920 cambiaron de nombre por el de Cosenza Calcio 1914 y jugó por muchos años a nivel profesional, donde varias de esas temporadas las pasaron en la Serie B, ganaron la Copa Anglo-Italiana en 1983 hasta que el equipo se declaró en quiebra en el año 2004.
En el 2003 cambiaron su nombre por el de AS Cosenza Calcio 1914, y dos años más tarde retornaron al nombre Cosenza Calcio 1914.

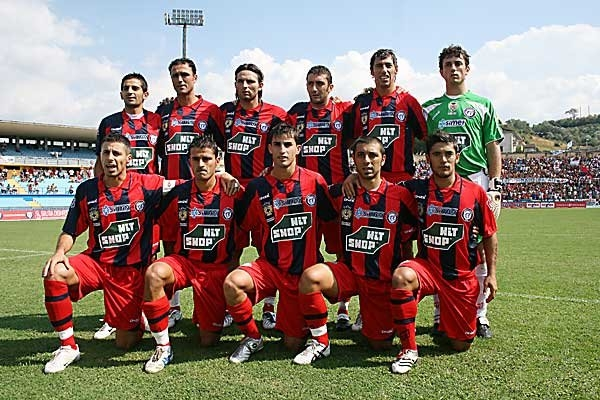
Una plantilla del Cosenza, temporada 2008-09.

Posteriormente formó parte de la Serie D en el 2007 con el nombre Fortitudo Cosenza, aunque después volvieron a llamarse Cosenza Calcio 1914 y en el 2011 fue refundado con el nombre de Nuova Cosenza Calcio.
El lunes 5 de agosto del 2013 se anunció el ascenso del club a la Lega Pro Seconda Divisione. En 2014 asumió el nombre actual, Cosenza Calcio.

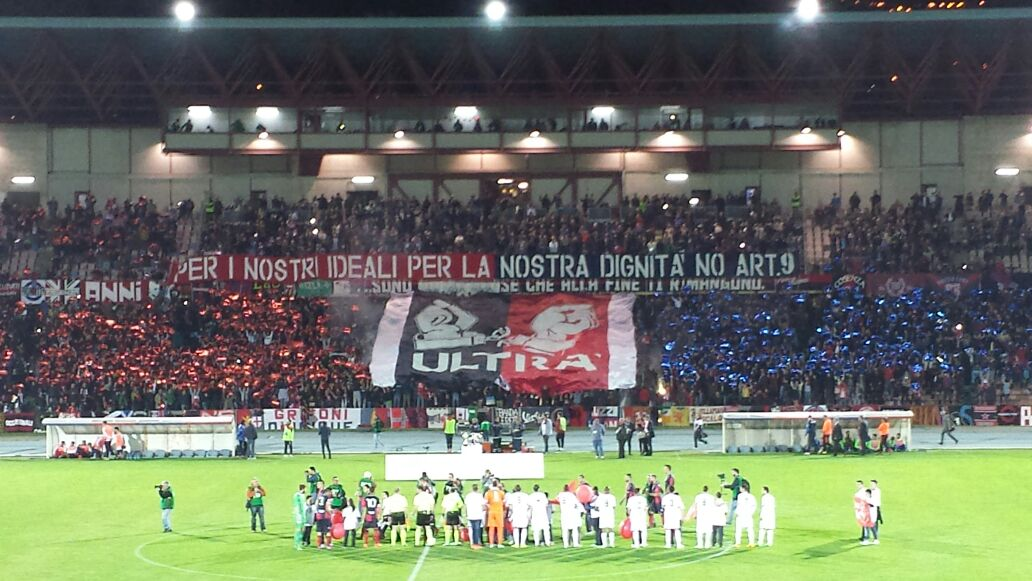
Final de la Copa Italia de Lega Pro 2015, ganada por el Cosenza ante el Como.

En 2015 ganó la Copa Italia de Lega Pro. En la temporada 2019-20, el equipo consiguió salvarse del descenso con una muy buena racha al final de la temporada. Una temporada después, el equipo descendería a la Serie C, tercera liga de Italia.

## Estadio
El Cosenza disputa sus partidos de local en el Stadio San Vito-Gigi Marulla, estrenado en 1964. El nombre deriva del rione San Vito, donde se encuentra el estadio, y de Gigi Marulla, bandera del club cosentino fallecido en 2015. Posee una capacidad para 20.987 espectadores.